# Demades
Demades  (en llatí Demades, en grec antic Δημάδης) fou un home d'estat i orador atenenc contemporani de Filip II de Macedònia, Alexandre el Gran i Antípater. Se'l considera d'origen molt baix, i la Suda diu que havia fet de mariner, però pels seus talents, la seva demagògia i els mètodes poc ortodoxes, va arribar a una posició eminent a Atenes.
Era membre del partit macedònic i enemic de Demòstenes al que s'havia enfrontat per primer cop el 359 aC, per la qüestió de la guerra contra Olint, enemistat que va seguir fins al final, quan Demades, amb la col·laboració d'Antípater i Cràter d'Orèstia, va aconseguir que s'exiliessin de la ciutat Demòstenes i els seus amics.
A la batalla de Queronea Demades va ser fet presoner pels macedonis, però Filip II el va deixar lliure a causa del seu discurs adulador, va deixar anar també a tots els atenencs i va signar un tractat d'amistat amb Atenes, segons diu Diodor de Sicília. Els diners que va rebre de Filip, i els regals, van convertir Demades en un autèntic defensor de la causa macedònia, a la que literalment es va vendre.
Va seguir amb la mateixa fidelitat cap a Alexandre, fill de Filip. El seu afalagament va arribar tant lluny que l'assemblea atenenca, incapaç de suportar-ho, li va imposar una multa. També va acceptar els suborns d'Harpalos, el tresorer macedoni. Quan Alexandre va exigir l'entrega dels oradors que se li oposaven, alguns amics de Demòstenes el van subornar perquè els salvés; així Demades va signar un decret pel qual exculpava als oradors però oferia entregar-los si eren declarats culpables. L'assemblea va enviar Demades com a ambaixador a Alexandre per comunicar-li el decret i va convèncer el rei de perdonar als oradors, segons Diodor i Plutarc.
El 331 aC va rebre l'administració d'una part del diner públic atenenc. Degut als suborns que rebia dels oposats al partit macedoni, va adquirir una gran riquesa que va dilapidar al viure de manera dissoluta i extravagant i va ser condemnat a diverses multes.
Quan Antípater i Cràter d'Orèstia van entrar a Atenes el 322 aC, Demòstenes va fugir, i Demades, Foció i alguns altres van ser enviats com ambaixadors davant d'Antípater però no el van poder convèncer i probablement el mateix Demades va impedir que l'ambaixada tingués èxit. Antípater només va oferir la pau a canvi de la submissió completa.
El 318 aC amb Antípater malalt a Macedònia, Demades va anar altre cop com a ambaixador al regent per demanar la sortida de la guarnició de Muníquia; però casualment es van descobrir unes cartes de Demades a Perdicas d'Orèstia en les que urgia aquest a venir a Europa i atacar Antípater. Antípater el va fer executar immediatament juntament amb el seu fill Demees. Arrià, Ateneu de Nàucratis i Plutarc diuen que l'execució la va ordenar Cassandre.
Es conserva un discurs seu: (περὶ δωδεκαετίας), probablement del 326 aC. Suides diu que va escriure una història de Delos, però probablement l'escriptor era un personatge diferent amb el mateix nom.